# Coming Home (альбом Pain)
Coming Home (англ. - "Возвращение домой") - восьмой студийный альбом шведской индастриал-метал группы Pain, вышедший в открытый доступ 9 сентября 2016 под лейблом Nuclear Blast.

## Общие факты
В интервью порталу powermetal.de Тэгтгрен рассказал, что начал работу над альбомом в 2012 году. Летом 2013 Тилль Линдеманн пригласил его на концерт Rammstein, а затем сказал, «что им стоит поработать вместе». Из-за продюсирования Lindemann Тэгтгрену пришлось приостановить работу над альбомом. Петер рассматривает альбом как продолжение того, на чем он остановился в Pain и Lindemann.
Это первый альбом, в котором на ударных играет сын Петера — Себастьян Тэгтгрен. На момент записи альбома ему было 17 лет. 
Оркестровые треки альбома аранжировал Клеменс Вейерс. Петер Тэгтгрен: "Я отправил ему файлы со своими идеями, а он их подправил и отправил обратно. Вот как он внес свой вклад. Он не приходил ко мне в студию — он просто помогал мне со звуками." 

## Список композиций
Слова и музыка всех песен — Петер Тэгтгрен.
| №                   | Название                                   | Перевод                     | Длительность |
| ------------------- | ------------------------------------------ | --------------------------- | ------------ |
| 1.                  | «Designed to Piss You Off»                 | Создан, чтобы выбесить тебя | 3:53         |
| 2.                  | «Call Me» (Совместно с Йоакимом Броденом.) | Позвони мне                 | 4:12         |
| 3.                  | «A Wannabe»                                | Позер                       | 4:15         |
| 4.                  | «Pain in the Ass»                          | Заноза в заднице            | 4:05         |
| 5.                  | «Black Knight Satellite»                   | Спутник "черный рыцарь"     | 3:41         |
| 6.                  | «Coming Home»                              | Возвращение домой           | 4:39         |
| 7.                  | «Absinthe-Phoenix Rising»                  | Абсент "Взлёт феникса"      | 3:42         |
| 8.                  | «Final Crusade»                            | Послдений крестовый поход   | 3:54         |
| 9.                  | «Natural Born Idiot»                       | Прирождённый идиот          | 4:17         |
| 10.                 | «Starseed»                                 | Дитя звёзд                  | 4:43         |
| Общая длительность: | Общая длительность:                        | Общая длительность:         | 41:26        |

## Обложка
Графический дизайн и обложка альбома были выполнены Стефаном Хайлеманном.
На обложке изображен сам Петер в облике космонавта, возле него - выжженная земля, сзади - разбитый пикап, сверху - логотип группы и название альбома. Небо неестественного оранжевого и темно-бордового цвета. Всё это отсылает на постапокалиптическую тематику, описывающую мир после катастрофы и присутствующую в ней надежду на "возвращение домой".  

## Подробности о некоторых песнях

### Call Me
На песню был снят официальный клип. На июнь 2025 года он является пятым по популярности на YouTube-канале PAIN.
Повествование ведётся от лица мальчика по-вызову. Петер пригласил на запись песни Йоакима Бродена.

### A Wannabe
На песню снят официальный клип. На июнь 2025 года он является седьмым по популярности на YouTube-канале PAIN.
Текст песни затрагивает темы лицемерия, стремления к власти и важности осознания реальности, а также призывает слушателя не верить всему, что говорят СМИ, и критически оценивать информацию, чтобы не жить в страхе и манипуляциях.

### Black Knight Satellite
Песня повествует о теории заговора про спутник "чёрный рыцарь"

### Coming Home
Заглавная песня. На нее также снят клип.